# Bestsellery Empiku 2024
Bestsellery Empiku 2024 – 26. edycja polskich nagród kulturalnych Bestsellerów Empiku, honorująca dokonania w 2024 roku. Ceremonia ich wręczenia odbyła się 18 lutego 2025 w Studiach Łubinowa w Warszawie i była transmitowana na żywo przez TVN, a poprowadził ją Marcin Prokop. Rozszerzoną wersję gali, emitowaną na YouTube, poprowadzili Gabi Drzewiecka i Karol Paciorek.

## Przebieg
Dyrektorem muzycznym ceremonii był Bartek Królik. Podczas gali wystąpili:

- Margaret i Małgorzata Ostrowska – „Meluzyna”
- Kaśka Sochacka – „Szum”
- sanah – „było, minęło”
- Wiktor Dyduła i Katarzyna Sienkiewicz – „Tam słońce, gdzie my”
- Lanberry – „Dzięki, że jesteś”
- Damiano David – „Born With a Broken Heart(inne języki)”, „Next Summer”
- Krzysztof Zalewski i Maria Peszek – „Zgłowy” / „Pusto”
- Oskar Cyms i Lanberry – „Cały czas”
- Krzysztof Zalewski – „Edith Piaf”
- Margaret – „Tańcz głupia”
- Roxie i Bartek Królik – „Falochrony”
- KęKę – „Nadziei słowa”

### Prezenterzy
Prezenterzy podczas gali:
- Adam Woronowicz i Vanessa Aleksander – wręczenie nagród w kategoriach filmowych
- Małgorzata Ostrowska i L.U.C. – wręczenie nagród w kategoriach muzycznych
- Katarzyna Nosowska i Marcin Meller – wręczenie nagród w kategoriach książkowych
- Maria Peszek i Piotr Głowacki – wręczenie nagród w kategoriach audio
- Joanna Wojsiat i Adam Mirek – wręczenie nagrody w kategorii twórca internetowy roku
- Olga Drenda i Radek Rak – wręczenie nagrody w kategorii odkrycie roku: literatura
- Natalia Przybysz i Mateusz Ptaszyński – wręczenie nagrody w kategorii odkrycie roku: muzyka
- Sandra Drzymalska i Bartosz Węglarczyk – wręczenie nagrody w kategorii odkrycie roku: film

## Laureaci i nominacje
Nominacje zostały ogłoszone 16 stycznia 2025. Laureaci zostali ogłoszeni 18 lutego 2025 podczas ceremonii.

### Muzyka
| Pop & rock | Rap & hip-hop                                                                                     |
| --- | ------------------------------------------------------------------------------------------------- |
| - Kaprysy – sanah - Hit Me Hard and Soft – Billie Eilish - Luck and Strange – David Gilmour - Online – Genzie - Ta druga – Kaśka Sochacka | - 04:01 – KęKę - A nie mówiłem? – Kaz Bałagane - Deathcore – Chivas - Era47 – Oki - Maze – Mortal |

### Film
| Kino familijne | Kino polskie |
| --- | --- |
| - W głowie się nie mieści 2 – reżyseria: Kelsey Mann - Akademia pana Kleksa – reżyseria: Maciej Kawulski - Gru i Minionki: Pod przykrywką – reżyseria: Chris Renaud - Kung Fu Panda 4 – reżyseria: Mike Mitchell - Vaiana 2 – reżyseria: David Derrick Jr. i Jason Hand | - Listy do M. Pożegnania i powroty – reżyseria: Łukasz Jaworski - Baby boom, czyli kogel-mogel 5 – reżyseria: Anna Wieczur-Bluszcz - Biała odwaga – reżyseria: Marcin Koszałka - Kos – reżyseria: Paweł Maślona - Sami swoi. Początek – reżyseria: Artur Żmijewski |

### Książka
| Literatura piękna | Literatura popularna |
| --- | --- |
| - Zapomniane niedziele – Valérie Perrin, tłumaczenie: Joanna Prądzyńska - Nie mówię żegnaj – Han Kang, tłumaczenie: Justyna Najbar-Miller - Oczy Mony – Thomas Schlesser, tłumaczenie: Magdalena Kamińska-Maurugeon - Powiedzmy, że Piontek – Szczepan Twardoch - Witajcie w księgarni Hyunam-Dong – Hwang Bo-Reum, tłumaczenie: Dominika Chybowska-Jang       | - Wiedźmin. Rozdroże kruków – Andrzej Sapkowski - I wanna fall. Dark Side. Die, tom 2 – Aleksandra Nil - Przyjaciółka – B.A. Paris, tłumaczenie: Maria Gębicka-Frąc - Rodzina Monet. Diament, tom 4, część 2 – Weronika Anna Marczak - Venom II. W otchłani chaosu – Aleksandra Kondraciuk                                                                                |
| Literatura faktu | Literatura polska dla dzieci |
| - Pierwsza dama. Jolanta Kwaśniewska w rozmowie z Emilią Padoł – Emilia Padoł - Kryminalna historia Watykanu – Artur Nowak i Arkadiusz Stempin - Kryminalne Zakopane – Beata Sabała-Zielińska - Nexus. Krótka historia informacji – Juwal Noach Harari, tłumaczenie: Justyn Hunia - Szpiedzy Putina. Jak ludzie Kremla opanowują Polskę – Grzegorz Rzeczkowski | - Glutologia – Adam Mirek, ilustracje: Kasia Cerazy - Bellingham – Yvette Żółtowska-Darska i Jacek Sarzało - Kocia szajka i zaginione bajki – Agata Romaniuk, ilustracje: Malwina Hajduk - TOPR. O psie, który został ratownikiem – Beata Sabała-Zielińska, ilustracje: Katarzyna Krasowska - Uwierz w siebie, Pinku! – Urszula Młodnicka, ilustracje: Agnieszka Waligóra |

### Audio
| Produkcja audio | Podcast |
| --- | --- |
| - Żółć – Małgorzata Oliwia Sobczak, czyta Marcin Popczyński - Karnawał – Alicja Sinicka, czytają: Anna Szawiel, Mikołaj Krawczyk - Korowód – Jakub Małecki, w rolach głównych: Karolina Gruszka, Krzysztof Gosztyła, Dawid Ogrodnik, Filip Kosior - Mimikra – Karolina Ludwikowska, czyta Vanessa Aleksander - Pomiędzy – Bracia Miłoszewscy (Zygmunt Miłoszewski i Wojtek Miłoszewski), w rolach głównych: Maria Dębska, Filip Kosior | - Fajbusiewicz. Zbrodnie, które nie dają mu spokoju – Jolanta Gwardys i Michał Fajbusiewicz - Ciało cało – Joanna Gutral - Jeffrey Dahmer. Kanibal z fabryki czekolady – Renata z Worka Kości - Mordercy PRL 2 – Marcin Myszka - Plebania. Prawdziwa twarz polskiego kleru – Artur Nowak |

### Twórcy roku
| Pisarz roku | Artysta muzyczny roku                                                 | Twórca internetowy roku                                                                  |
| --- | --------------------------------------------------------------------- | ---------------------------------------------------------------------------------------- |
| - Remigiusz Mróz - Katarzyna Barlińska (Pizgacz) - Joanna Kuciel-Frydryszak - Aleksandra Negrońska - Aleksandra Nil | - Dawid Podsiadło - Taco Hemingway - PRO8L3M - sanah - Kaśka Sochacka | - Łukasz Wala - Karolina Czak - Dział Zagraniczny - Przerwa weekendowa - Science Mission |

### Odkrycia Empiku
| Literatura | Muzyka | Film |
| --- | --- | --- |
| - Jul Łyskawa – Prawdziwa historia Jeffreya Watersa i jego ojców - Marta Hermanowicz – Koniec - Jadwiga Malina – Przysłona - Maciej Pisuk – Staniemy się tacy jak on. Głosy z przeklętej ulicy - Stanisław Syc – Suplementy siostry Flory | - Jea Mira – Girl’s Notes - Kuba i Kuba – „Dom” - Matylda/Łukasiewicz – Matka - Zuzanna Malisz – „Bumerang” - Przebiśniegi – Letnie myśli | - Klara Kochańska-Bajon i Jagoda Szelc – Matki pingwinów - Michał Gazda i Bartosz Blaschke – Śleboda - Tomasz Gąssowski – Wróbel - Cyprian T. Olencki – Prosta sprawa - Aleksandra Potoczek – Łowcy skór |